# Colonia militar de Dourados
La Colônia militar de Dourados se localizaba en la sierra de Dourados, en las nacientes del río Apa, a doce leguas este-sudeste de la Colonia Militar de Miranda en el actual municipio de Antônio João, estado de Mato Grosso del Sur, en el Brasil.

## Historia
En el contexto de la Guerra de la Triple Alianza (1864-1870), al tiempo de la invasión del coronel paraguayo Vicente Barrios (Comandante de la División de Operaciones del Alto Paraguay), la Colônia Militar de Dourados, un puesto militar brasileño avanzado, era comandada por el teniente de Caballería Antônio João Ribeiro. Consciente del avance de una columna de asalto paraguaya con cerca de trescientos hombres, Antônio João mantenido la posición con el resto de la guarnición, quince hombres entre oficiales y soldados, sin artillería. 
Ante la intimación paraguaya de rendición,durante la invasión del ejército enemigo en un mayor número de soldados, el teniente Antônio João Ribeiro resistió y envió un mensaje al su comandante donde dice: 
"Sei que morro. Mas o meu sangue e o de meus companheiros servirá como solene protesto à invasão do solo de minha pátria." 
"Sé que muero. Mas mi sangre y la de mis compañeros servirá de solemne protesto a la invasión del suelo de mi patria".(Teniente Antônio João Ribeiro)  
En su honor, se erigió una estatua conmemorativa de este acto heroico (parte del monumento a los héroes de Laguna y Dourados) en la Praia Vermelha en Río de Janeiro. Como reconocimiento a su valentía en combate, el Teniente Antônio João Ribeiro fue nomenado patrono de los Asistentes de los Oficiales del Ejército de Brasil.